# Peluda immaculada
La peluda immaculada (Arnoglossus aspilos) és un peix teleosti de la família dels bòtids i de l'ordre dels pleuronectiformes.

## Morfologia
Pot arribar als 19 cm de llargària total.

## Distribució geogràfica
Es troba des de les costes del Golf Pèrsic fins a les de l'Índia, Taiwan, el mar de la Xina Meridional i Queensland (Austràlia).